# Biz (revistă)
Biz este o revistă de afaceri din România, cu apariție bilunară.
Este distribuită în zonele urbane din România și un public-țintă principal format din manageri cu vârste cuprinse între 25-45 de ani.
Revista a fost lansată în anul 2000.
În noiembrie 2008, redactor-șef al revistei era Marta Ușurelu.
În martie 2010, revista avea un tiraj de 10.000 de exemplare.
Biz este prima revistă de afaceri de business din România.
În martie 2005, revista era editată de compania Business Media Group (BMG).